# Окольский, Антон Станиславович
Окольский Антон Станиславович (1838—1897) — российский учёный и публицист польского происхождения, правовед, специалист по народному образованию, доктор права и профессор Императорского Варшавского университета.

## Биография
Родился 1 мая 1838 года в Малаховице.
Учился в Плоцкой гимназии и на юридическом факультете Императорского Московского университета. С 1859 году учился на юридическом факультете Санкт-Петербургского университета, который окончил кандидатом в 1861 году.
С 1862 года изучал уголовное право в Париже. Сотрудничал там с Biurem Hotelu Lambert как эксперт по польско-русским отношениям, но эти контакты были быстро прерваны из-за расхождения взглядов Окольского с консервативной частью членов Бюро. Писал статьи для русских эмигрантских журналов, в том числе в «Колоколе» Александра Герцена. Затем, до мая 1863 года, учился в Берлине, а в 1864 году в Йенском университете получил степень доктора права и администрации, защитив диссертацию  «О sporach administracyjnych». В январе 1865 года он стал преподавателем уголовного процесса в Варшавской главной школе. В конце того же года он стал доцентом кафедры государственного и административного права. В 1867 году в Санкт-Петербургском университете защитил диссертацию на степень доктора полицейского права «Об отношении государства к народному образованию».
После преобразования Главной школы в Императорский Варшавский университет он оставался в университете в должности доцента, а с 1885 года — в должности профессора. Вышел в отставку в 1894 году. Одновременно занимался адвокатской практикой: в 1868 году был адвокатом Апелляционного суда Царства Польского, в 1872 году — Правительствующего Сената и, наконец, — с 1876 по 1886 года — присяжный поверенный.
В 1894—1897 годах был президентом Фонда Юзефа Мяновского.
Умер30 октября 1897 года в Варшаве.
В Варшаве есть улица имени А. Окольского.

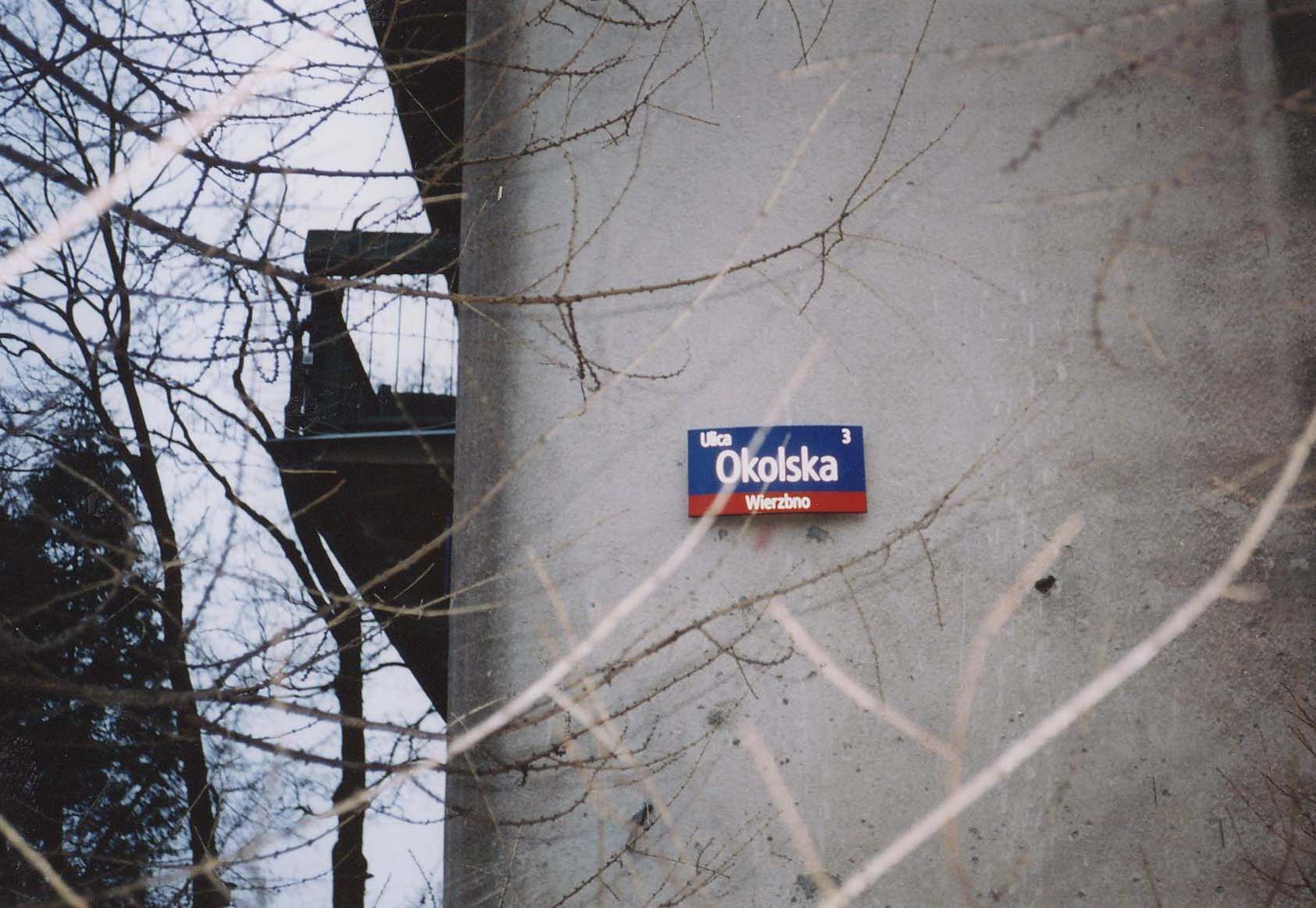
Улица в Варшаве, названная в честь А. С. Окольского